# Philodromus medius
Philodromus medius är en spindelart som beskrevs av O. Pickard-Cambridge 1872. Philodromus medius ingår i släktet Philodromus och familjen snabblöparspindlar. Inga underarter finns listade i Catalogue of Life.